# Mimulosia pyraloides
Mimulosia pyraloides är en fjärilsart som beskrevs av De Toulgoët 1958. Mimulosia pyraloides ingår i släktet Mimulosia och familjen björnspinnare. Inga underarter finns listade i Catalogue of Life.